# Sebastià Alzamora i Martín
Sebastià Alzamora i Martín, is een schrijver, uitgever en publicist afkomstig uit de Balearen die schrijft in het Catalaans. Hij woont en werkt sinds 1995 in Barcelona. Hij is sedert 2007 hoofdredacteur van het tijdschrift Cultura en is een rmedewerker van de volgende media Ara,  el Punt Avui, Diari de Balears, El Temps, El Público, El Singular digital, Benzina, Diario de Mallorca, Serra d'Or, El Mirall, Lluc, Catalunya Cultura i COM Ràdio. Samen met Hèctor Bofill en Manuel Forcano vormt hij de kern van de los-vaste kunstenaarsgroep Els imparables, vertaald, 'de onverslaanbaren'.

## Leven
Hij werd op 6 maart 1972 in Llucmajor op het eiland Majorca geboren. Na zijn studie in de Catalaanse Filologie aan de Universiteit van de Balearen vertrekt hij in 1995 naar Barcelona. Naast zijn werk als schrijver verricht hij ook werk voor de universiteit en voor culturele instellingen. Hij is lid van het Institut d'Estudis Baleàrics. Hij werkte onder meer als directeur van de afdeling Catalaans van de uitgeverij Destino en van de uitgeverij Moll.
Hij debuteerde in 1994 met de dichtbundel Rafel, die meteen al met de prijs Salvador Espriu bekroond werd. Rafel is een lange elegie in zevenhonderd vijfenzeventig tienvoetige verzen met beschouwingen over het overlijden van een jonge vriend. De kritiek is verbaasd over zoveel maturiteit bij een toen nog zo jong auteur. In 1996 volgen drie nieuwe bundels: Formes del Cercle en Apoteosi del cercle, deze laatste bekroond met de Premi Bartomeu Rosselló-Pòrcel en de tweetalige bundel El Llinatge met een Spaanse vertaling door Josep Jordana. Snel krijgt hij de faam van een vernieuwend literair talent. Daarna volgt Mula morta en in 2003 El Benestar, de eerste bundel die zich in Barcelona afspeelt en een van zijn grootste successen.
Als romancier debuteert hij in 1999 met L'extinció een poëtische en experimentele roman (bekroond met de Premi Documenta). Met Crim de sang («Bloedmisdaad») uit 2011 wint hij in 2012 de Premi Sant Jordi de novel·la. Volgens de criticus Melcior Comes, “puilt Alzamora's werk uit van monsters, automaten, fanatici, maar ook van mooie prinsessen en erudiete engelachtige wezens die niet van deze wereld zijn» en verder “heeft [hij] een eigen gotische of theologische kijk op de wereld […] en dat maakt zijn werk zo aantrekkelijk, door die eigen mengeling van vitaliteit en walgelijke geest, een romantische gok om in een bundel het groteske te combineren met de zoektocht naar diep beroerende schoonheid.»
Daarnaast publiceerde hij een reeks korte verhalen, of alleen, zoals Història vertadera del peix Nicolaus (De ware geschiedenis van de vis Nicolaas) uit 2003, of in verzamelbundels met andere schrijvers.

## Een keuze uit zijn werken[9]
Poëzie
- Rafel (1994)
- Formes del cercle, Apoteosi del cercle en El Llinatge (1996)
- Mula morta (2003)
- El benestar (2003)
- La part visible (2009)
- La netedat (2018)

Romans
- L'extinció (1999)
- Crim de Sang (2011)
- Dos amics de vint anys (2013), een roman over de vriendschap tussen twee twintigjarige dichters: de jonggestorven Bartomeu Rosselló-Pòrcell uit Majorca en Salvador Espriu.[10][11]
- La malcontenta (2015)

Verhalen
- Història vertadera del peix Nicolaus (2003)
- Directe al gra (2006), een bundel erotische verhalen, samen met Carles Cortés, Julià de Jòdar en Isabel-Clara Simó.

Essay
- Dogmàtica imparable: Abandoneu tota esperança (2005), samen met Hèctor Bofill en Manual Forcano, het programmatisch essay van de groep Els Imparables, in het Nederlands vertaald zou de titel luiden: «Niet te stoppen dogmatiek: laat alle hoop varen».

Werken van hem werden vertaald in het Engels, Spaans, Frans, Italiaans, Portugees, Sloveens en Deens.

## Prijzen
- 1994: Premi Salvador Espriu voor Rafel
- 1996: Premi Bartomeu Rosselló-Pòrcel dels Premis 31 de desembre van het Obra Cultural Balear voor Apoteosi del cercle.
- 1999: Premi Documenta de narrativa voor L'extinció
- 2002: Premi Ciutat de Palma voor Sara i Jeremies
- 2003: Premi Jocs Florals de Barcelona voor El Benestar
- 2005: Premi Josep Pla de narrativa voor La pell i la princesa [13]
- 2008: Premi Carles Riba de poesia voor La part visible
- 2011: Premi Sant Jordi de novel·la voor Crim de sang [14]
- 2019: Serra d'Or-criticiprijs voor literatuur en essay voor La netedat

- Biblioteca Nacional de España: XX921527
- Bibliothèque nationale de France: cb150320468 (data)
- Catàleg d'autoritats de noms i títols de Catalunya: 981058507641306706
- CiNii: DA15661764
- Gemeinsame Normdatei: 1053092156
- International Standard Name Identifier: 0000 0001 2321 6427
- Library of Congress Control Number: nb2001019267
- Nationale Bibliotheek van Israël: 987007257659005171
- Nationale en Universitaire bibliotheek Zagreb: 000792377
- Nederlandse Thesaurus van Auteursnamen: 395437881
- Istituto Centrale per il Catalogo Unico: LO1V314050
- Système universitaire de documentation: 068263872
- Virtual International Authority File: 119394481
- WorldCat: E39PBJkTdQB7HffVT3JT4TkkXd